# Jacob Markström
Jacob Anders Markström, född 31 januari 1990 i Gävle, är en svensk professionell ishockeymålvakt som spelat för Calgary Flames under åren 2020–2024 i NHL. Han spelar från och med säsongen 2024/2025 för New Jersey Devils.
Han har tidigare spelat på NHL-nivå för Vancouver Canucks och Florida Panthers och på lägre nivåer för Utica Comets, San Antonio Rampage och Rochester Americans i AHL samt för Brynäs IF i Elitserien.

## Biografi
Jacob Markströms moderklubb är IK Sätra, och han har även spelat i Brynäs IF. Jacob Markströms far, Anders "Markan" Markström är känd som fotbollsmålvakt i Hammarby (1980–1983) och Gefle IF (1984–1993) och senare målvaktstränare för Sveriges damlandslag i fotboll.
I juniorlandslaget för spelare under 18 år var Jacob Markström med att vinna guld i Ivan Hlinkas minnesturnering 2007. I NHL-draften 2008 valdes Markström av Florida Panthers, som förste spelare i andra rundan och 31:a spelare totalt.
Markström var säsongen 2008–2009 förstemålvakt i Sveriges juniorlandslag i ishockey. 2009 spelade Markström junior-VM med Sverige och tog silver. Även i JVM 2010 spelade Markström och tog då brons.
Markström utsågs till årets rookie och årets målvakt i Elitserien säsongen 2009–10 efter att ha vunnit målvaktsligan i räddningsprocent. Vid VM 2010 i Tyskland tog han brons med Tre Kronor.
Markström var utlånad till Rochester Americans i AHL säsongen 2010–11. Säsongen 2011–12 spelade han för Florida Panthers farmarlag San Antonio Rampage i AHL.
Under säsongen 2012–13 spelade Markström för Florida Panthers i NHL i över 20 matcher, vilket resulterade i både bra och dåliga insatser. Hans räddningsprocent låg på strax över 90% när laget hade spelat klart för säsongen.
Under VM 2013 deltog Markström i den svenska landslagstruppen som tog VM-guld. Han spelade bl.a. i Sveriges första match i turneringen.

## Meriter
- Honkens trofé 2010
- Årets rookie 2010
- JVM 2009 – Silver
- JVM 2010 – Brons
- Bäste målvakt JVM 2009
- VM-brons 2010
- VM-guld 2013

## Klubbar
- Brynäs IF, 2007–2010
- Rochester Americans 2010–2011
- Florida Panthers 2010–2014
- San Antonio Rampage 2011–2014
- Vancouver Canucks 2014–2020
- Calgary Flames 2020-2024
- New Jersey Devils 2025-

### Fotnoter
1. ↑  Sveriges befolkning
1990:
Markström, Jacob Anders
2. ↑  "Devils land goalie Jacob Markstrom in trade with Flames" ESPN (på engelska) 19 juni 2024
3. ↑  Intervju i Gefle Dagblad Hämtad 18 maj 2010
4. ↑  "Nu börjar Jacob Markström-eran". Aftonbladet.se. 6 mars 2013. Läst 9 maj 2013.
5. ↑  "Markström utbytt - efter tre minuter". Sverigesradio.se. 8 mars 2013. Läst 9 maj 2013.
6. ↑  "Uppgifter: Markström spelar VM". Sverigesradio.se. 28 april 2013. Läst 9 maj 2013.
7. ↑  "Tre Kronors VM-guldlag 2013". SVT.se. 19 maj 2013. Läst 19 maj 2013.
8. ↑  "Markström startar i VM-premiären". Webbsporten.se. 2 maj 2013. Läst 9 maj 2013.
9. ↑  "Markström i mål mot Norge". DN.se. 8 maj 2013. Läst 9 maj 2013.